# Подна и Подни
«Подна и Подни» — рисованный мультипликационный фильм 2000 года, который создал режиссёр Юрий Кулаков на основе пакистанской сказки в цикле «Сказки народов мира в анимации» на студии «Кристмас Филмз».
Мультфильм участвовал в «Тарусе-2001».

## Сюжет
Фильм снят на основе древней суфийской притчи о двух маленьких птичках Подны и Подни. В образах поэтической аллегории фильм рассказывает о возвращении утраченной любви и преодолении препятствий на этом пути.

## Создатели
| Режиссёр             | Юрий Кулаков                   |
| Автор сценария       | Фарук Квайсар                  |
| Художник-постановщик | Игорь Олейников                |
| Художники-аниматоры  | Юрий Кулаков, Валерий Угаров   |
| Продюсеры            | Елизавета Бабахина, Р. Зинуров |

## Награды
- Гран-При МФАК «Золотая рыбка», Первый приз «Золотая рыбка»[1]
- Первый приз — Всероссийский фестиваль визуальных искусств в ВДЦ «Орлёнок»
- Звание «Лучший детский фильм» — IV международный фестиваль анимационного кино «Анимаевка-2001».[2]